# General armade
General armade (angleško General of the Army; tudi Five-star general) je najvišji vojaški čin oboroženih sil ZDA, ki ga lahko podeli predsednik ZDA z odobritvijo kongresa. V vojni mornarici mu ustreza admiral flote.
Obstaja še višji čin - general armad, ki pa je bolj častni naziv kot stopnja v vojaški hierarhiji in ni v aktivni uporabi.

## Zgodovina
Ustanovljen je bil 14. decembra 1944 kot začasni čin z namenom ustvariti čin enakovreden 	britanskemu maršalu. 23. marca 1946 je kongres sprejel zakon o stalnosti tega čina.

## Nosilci čina
Do sedaj je bilo le pet nosilcev tega čina:
- George Catlett Marshall (16. december 1944),
- Douglas MacArthur (18. december 1944),
- Dwight David Eisenhower (20. december 1944),
- Henry Harley Arnold (21. december 1944),
- Omar Nelson Bradley (20. september 1950).